# 楚辞补注
《楚辞补注》，宋代楚辞研究著作，17卷。《补注》是楚辞研究的一个总结性的本子，《四库全书》中称其“于诸注之中，特为善本。”

## 成书
该书写于任饶州知州时，约于绍兴二十四年左右完成，当时社会特点是党争迭起、和战未决、财用趋紧、民生日绌、佛道流行、安逸成习，但学术上却疑辨思潮勃兴、治学规模广阔、教育事业发达。洪兴祖慕屈子之忠节、痛朝政之不修、感己身之遭贬，写成该书，以补充王逸《楚辞章句》的不足。该书一开始用到了苏辙、晁補之、宋祁家本，详加校对，还以六朝古本和唐本校勘。又得姚廷辉本, 作《楚辞考异》，其后又在关子东、叶少协处得欧阳修、孙觉、苏颂本，继续校正以补《考异》之遗。整个过程中一共用到《章句》传本二十多种。《楚辞考异》今散附于《补注》中，多未注明所据版本, 但云“古本” 、“唐本”、“一本”等，有时也引用“东坡本”、“鲍钦止本”、“鲍慎思本”、“林德祖本”等。